# تأثيرات الكحول على الذاكرة

الإيثانول

الإيثانول هو نوع الكحول الموجود في المشروبات الكحولية. وهو سائل متطاير عديم اللون وقابل للاشتعال ويعمل كمثبط للجهاز العصبي المركزي. من شأن الإيثانول أن يسبب أضرارًا في أجزاء مختلفة من الذاكرة.

## أنماط التأثير

### التأثير على الحصين
يعمل الكحول كمثبط للجهاز العصبي المركزي ولكنه يؤثر في أجزاء معينة بدرجة أكبر من الأجزاء الأخرى. رُبط ضعف الذاكرة الذي يسببه الكحول باضطراب وظيفة الحصين والتأثير على النواقل العصبية مثل حمض الغاما-أمينوبيوتيريك وحمض إن ميثيل دي أسبارتيك على وجه الخصوص، ما يؤثر سلبًا على التأييد طويل الأمد. يرتبط الأساس الجزيئي للتأييد طويل الأمد بالتعلم والذاكرة. يؤثر الضرر الحاصل على خلايا سي إيه 1 في الحصين تحديدًا بشكل سلبي على تكوين الذاكرة، ورُبط هذا الضرر بدرجات استهلاك الكحول المعتمد على الجرعة. عند الجرعات الأعلى، يثبط الكحول بشكل ملحوظ النشاط العصبي في طبقات الخلايا الهرمية سي إيه 1 وسي إيه 3 في الحصين. هذا يُضعف ترميز الذاكرة، نظرًا للدور المهم الذي يلعبه الحصين في تكوين الذكريات الجديدة.

### التأثير على مناطق الدماغ الأخرى
يُضعف الكحول الأداء الوظيفي في المخيخ أيضًا ويغيره، ما يؤثر على كل من وظيفتي الحركة والتنسيق. وله تأثير تثبيطي ملحوظ على الخلايا العصبية في القشرة الدماغية أيضًا، ما يؤثر على عمليات التفكير ويقلل التثبيط ويرفع عتبة الألم. يُضعف الأداء الجنسي أيضًا من خلال تثبيط المراكز العصبية في الوطاء (تحت المهاد). للكحول أيضًا تأثير على إفراز البول عن طريق تثبيط إفراز الهرمون المضاد للإدرار (الفازوبرسين) من الغدة النخامية. أخيرًا، يثبط التنفس ويخفض معدل ضربات القلب وذلك من خلال تثبيط الوظائف العصبية في النخاع المستطيل.

## الذاكرة طويلة الأمد
للذاكرة طويلة الأمد استدامة طويلة وقدرة كبيرة. يمكن أن تدوم الذكريات التي تُخزن في الذاكرة طويلة الأيام لمدة تصل من عدة أيام إلى مدى الحياة. تتألف الذاكرة طويلة الأمد من كل من الذاكرة الصريحة (التي تتطلب الإدراك الواعي) والذاكرة الضمنية (تتطلب الإدراك غير الواعي). تمر المعلومات المختارة من قبل الذاكرة طويلة الأمد عبر ثلاث عمليات. بدايةً، في مرحلة الترميز، يتم دمج المعلومات الواردة من قبل الحواس في النشاط العقلي على شكل ذاكرة. ثانيًا، ينطوي التخزين على أخذ المعلومات الواردة والاحتفاظ بها في الذاكرة إلى أجل غير مسمى. أخيرًا، الاسترجاع وهو القدرة على تذكر المعلومات واسترجاعها من الذاكرة طويلة الأمد. كل واحدة من هذه العمليات يمكن أن تتأثر بالكحول.

### الذاكرة الصريحة
تتطلب الذاكرة الصريحة بذل جهد واع ومقصود للاسترجاع. تشمل كلًا من الذاكرة العرضية (المتعلقة بأحداث محددة مثل الحفلات) والذاكرة الدلالية (المتعلقة بالمعلومات العامة مثل اسم الشخص).
يُضعف الكحول الترميز العرضي خصوصًا للاستذكار المقطوع والتعرف على أجزاء الكلمات المكتملة والاسترجاع الحر. فقدان الوعي هو مثال على الصعوبة في ترميز الذكريات العرضية بسبب الكحول. يحدث فقدان الوعي بسبب الزيادة السريعة في تركيز الكحول في الدم والذي بدوره يؤذي الخلايا العصبية في الحصين. هذا الضرر يُضعف من قدرة الشخص على تكوين ذكريات عرضية جديدة.
تعطل الكميات الكبيرة من الكحول عمليات تخزين الذاكرة الدلالية بشدة. وُجد أن للكحول تأثيرًا في إعاقة تخزين المحفزات الجديدة ولكن ليس المعلومات المخزنة مسبقًا. نظرًا لأن الكحول يؤثر على الجهاز العصبي المركزي فإنه يعيق عمل التخزين الدلالي من خلال تقييد دمج المعلومات الناتجة عن الترميز.
يتأذى استرجاع الذاكرة الصريحة بالكحول بشدة. عند المقارنة بالمشاركين الواعيين، كان أداء المشاركين المخمورين ضعيفًا جدًا في مهمة استذكار الأحداث اليومية (مثل الذاكرة العرضية). كان المشاركون المخمورون أبطأ أيضًا في المهام التي تقيس سرعة ردود الأفعال. إذ عرقل الكحول الاستذكار في مهمة التعرف على الكلمات. عند محاولة الترميز والاسترجاع خلال حالة السكر، كانت هناك صعوبات مفاجئة في الاستذكار المقطوع مقارنة بالاستذكار الحر. بالنسبة للاختلافات بين الجنسين في عملية الاستذكار الحر، تحقق الإناث علامات أدنى من الذكور في مهام الاستذكار خلال حالة السكر.

### الذاكرة الضمنية
لا تتطلب الذاكرة الضمنية جهدًا واعيًا أو متعمدًا من أجل الاسترجاع. تحدث هذه الذاكرة عند تأثير الخبرات السابقة على أداء مهمة معينة. يتجلى هذا بوضوح في تجارب التهيئة. تشمل الذاكرة الضمنية الذاكرة الإجرائية، التي تؤثر على سلوكياتنا اليومية، مثل ركوب الدراجة أو ربط الأحذية. يستطيع الأشخاص أداء هذه القدرات دون التفكير فيها، ما يشير إلى عمل الذاكرة الإجرائية بشكل تلقائي. في حين تتعرض استعادة الذاكرة العرضية بشدة بسبب الكحول، لا تتأثر استعادة الذاكرة العرضية بالكحول. يسجل الأشخاص المخمورون درجات عالية في مهام التعرف (بما في ذلك الذاكرة الضمنية) بالمقارنة مع أدائهم في مهام الاسترجاع (بما في ذلك الذاكرة الصريحة).

## الذاكرة قصيرة الأمد
تشير الذاكرة قصيرة الأمد إلى التخزين المؤقت لكميات قليلة من المعلومات بينها فترات زمنية قصيرة. يشير مدى الأرقام إلى العدد المقترح من أجزاء المعلومات (5-9) التي يمكن الاحتفاظ بها في الذاكرة قصيرة الأمد. ويشار إلى هذا أيضًا بالرقم السحري سبعة، زائد أو ناقص اثنين. أي معلومات أكثر من هذه، وأي عناصر حديثة تحل محل العناصر الموجودة سابقًا. وجد أن للكحول تأثيرات فصامية على كل من الذاكرة قصيرة الأمد والأداء المعرفي.

### المناطق الدماغية التي تتأثر بالكحول
يؤثر الكحول على عمل الدماغ. ترتبط التغيرات الكيميائية العصبية التي تحصل في القشرة الحزامية الأمامية بوظائف الذاكرة قصيرة الأمد المتغيرة في أدمغة الشباب المدمنين على الكحول. أظهر التصوير بالرنين المغناطيسي الوظيفي لدى النساء الكحوليات إشباعًا أكسجينيًا دمويًا أقل بشكل ملحوظ في المناطق الجبهية والجدارية، خصوصًا في نصف الكرة المخية الأيمن. يدعم هذا النتائج التي تفيد بحصول ضعف في الذاكرة قصيرة الأمد عند وجود آفات في الفص الجداري وقشرة الفص الجبهي. عُثر على ارتباطات بين حجم البطين الثالث والأداء المعرفي في اختبارات الذاكرة لدى مدمني الكحول. ترتبط الزيادة في حجم البطين الثالث على وجه التحديد بانخفاض أداء الذاكرة.